# Call of Duty 3
Call of Duty 3 ist ein 2006 erschienener Ego-Shooter, der von Treyarch im Auftrag von Activision entwickelt wurde. Es ist der dritte Hauptteil der Call-of-Duty-Reihe und der zweite Teil, der von Treyarch produziert wurde. Das Spiel erschien für PlayStation 3 und Wii als Launchtitel sowie für Xbox 360, PlayStation 2 und Xbox. Im Herbst 2016 wurde es auch für die Xbox One verfügbar gemacht.
Zusammen mit Vorgänger Call of Duty 2 und Call of Duty: World at War wurde das Spiel in der Call of Duty Collection als Sammler-Ausgabe wiederveröffentlicht.

## Spielprinzip
Der Spieler absolviert die alliierte Invasion ab Kriegsjahr 1944 in Form von zusammenhangslosen Missionen. Dabei muss er sich von Deckung zu Deckung bewegen, strategisch nachladen und über Kimme und Korn zielen. Die Missionsziele ändern sich dabei während des Einsatzes. Bei Rauchgranaten muss die Windrichtung mit in die taktische Überlegung einbezogen werden. Auf der PlayStation 3 wird von der Sixaxis Steuerung gebrauch gemacht. Das Leveldesign bleibt dabei streng linear. Der Spieler wird durch unüberwindbare Hindernisse daran gehindert, den vorgesehenen Weg zu verlassen. Nur in wenigen Ausnahmen darf zwischen zwei Pfaden gewählt werden, um das gleiche Ziel zu erreichen. Für die Interaktion mit Objekten müssen unter Feindbeschuss Abfolgen von Knöpfen auf dem Controller gedrückt werden. Fahrzeuge dürfen zeitweise bestiegen werden.
Im Mehrspielermodus können auf Xbox und PlayStation2 bis zu 16 Spieler, auf der Xbox 360 bis zu 24 Spieler Online spielen. Im Split Screen Mehrspieler können 4 Spieler gleichzeitig spielen. Als Modus wird Deathmatch, Capture-the-flag und das Errichten sowie Verteidigen von Hauptquartieren im gleichnamigen Modus.

## Handlung
Thema ist die Befreiung von Paris aus der Sicht eines amerikanischen G.I., eines Kanadiers, eines S.A.S. Agenten, der den französischen Widerstand unterstützt, sowie einer polnischen Panzerbesatzung, welches den Spieler von der Stadt Saint Lo durch den Kessel von Falaise bis zur finalen Schlacht in Chambois führt. Der Spieler marschiert dabei durch die Landschaften um Toucy und überquert den Fluss Mayenne.

## Entwicklung
Für den Soundtrack konnte Hollywood-Komponist Joel Goldsmith engagiert werden.

## Rezeption
Auf der Wii sei das Spiel ohne großen Aufwand konvertiert und nicht optimal für die Konsole angepasst. Die schwammige Steuerung sei völlig missraten. Optisch könne die Wii-Fassung nicht mit Xbox-360-Version mithalten. Auch auf Xbox und PlayStation 2 sei die Steuerung unhandlich. Technisch kämpften die früheren Konsolengenerationen mit Rucklern und langen Ladezeiten. Auf der Xbox 360 sei Call of Duty 3 ein „atmosphärisch hochkarätiger Shooter mit famoser Optik, aber Schwächen bei KI und Steuerung“. Im Vergleich zum Vorgänger böte das Spiel kaum neues. Die Gefechte seien jedoch ähnlich intensiv dargestellt wie im Kinofilm Saving Private Ryan, beeindruckend inszeniert und vertont.